# Savoia-Marchetti S.73
El Savoia-Marchetti S.73 era un trimotor de transporte de pasajeros que voló desde 1935 hasta 1944. Este avión entró en servicio en marzo de 1935, y con una producción de 47 ejemplares, fue operado principalmente por las aerolíneas italianas Ala Littoria y Avio Linee Italiane , siendo más tarde utilizados por la Regia Aeronautica. Cuatro aparatos fueron exportados para operar con la línea aérea belga SABENA , mientras que otros siete fueron producidos localmente en Bélgica bajo licencia por la sociedad SABCA . 
Este modelo fue desarrollado en paralelo en una versión militar de bombardero designada Savoia-Marchetti SM.81 Pipistrello . El S.73 fue el primero de la "generación" de trimotores diseñados por Alessandro Marchetti, proyecto que se remonta a 1930 con el también trimotor comercial ligero Savoia-Marchetti S.71, y su versión ampliada y reforzada  Savoia-Marchetti S.72 (1934). Es entonces, cuando la empresa decidió diferenciar su producción, centrada principalmente en aviones marinos hasta entonces. A pesar de su diseño de construcción mixto, se caracterizaron por su alta durabilidad, robustez y fiabilidad, por lo que fueron de gran importancia para sus operadores italianos, belgas y checos.

## Diseño y desarrollo
El S.73 era un monoplano de ala baja cantilever y construcción mixta; la estructura del fuselaje consistía en tubos de acero al cromo-molibdeno soldados revestidos de madera contrachapada y recubrimiento textil; las alas estaban construidas a base de largueros de madera y revestidas del mismo modo; a ambos lados del fuselaje llevaba instalados dos generadores con baterías de 24 V y 90 Ah, su tren de aterrizaje estaba reforzado y era fijo y carenado. Piloto y copiloto se acomodaban lado a lado en una cabina cerrada, y detrás de estos se encontraban los habitáculos del operador de radio y del mecánico de vuelo y una cabina con capacidad para 18 pasajeros en dos filas.
Inicialmente el prototipo estaba propulsado por motores Piaggio P.IX RC.40 (Gnome et Rhône 9K construido bajo licencia), pero este y los aviones de producción fueron motorizados con los Piaggio Stella P.IX de 600 hp (447 kW), Wright R-1820 de 574 kW (770 hp), Walter Pegasus III MR2V de 544 kW (730 hp) y Alfa Romeo 125 RC.35 de 485 kW (650 hp) o Alfa Romeo 126 RC.34 de 507–582 kW (680–780 hp) con hélices de paso variable tripalas de aluminio y acero. El prototipo tenía una hélice cuatripala de madera en el motor central y bipalas de madera en los otros dos motores; con posterioridad, todos los aviones fueron equipados con hélices tripala metálicas.
Contaba con ocho tanques de combustible metálicos, todos en las alas, con una capacidad total de 3950 l.
El avión fue desarrollado en solo cuatro meses, gracias al uso del tipo de ala del Savoia-Marchetti S.55  combinado con un fuselaje mucho más convencional. Desarrollado en paralelo con una versión de bombardero (el SM.81 Pipistrello), el prototipo S.73 voló por primera vez el 4 de julio de 1934 desde el aeródromo de Cameri con Adriano Bacula como piloto de pruebas.
Las características del avión le permitían operar desde aeropuertos pequeños, tenía un manejo confiable y no era demasiado costoso. Con el motor Wright R-1820 de 574 kW (770 hp) el S.73 tenía velocidades de crucero máximas de 270/340 km/h (150/180 kn; 170/210 mph), 1000 km de alcance, y 6300 m de techo. Curiosamente, con los 544 kW (730 hp) del Alfa Romeo 126 RC., el S.73 tenía una velocidad máxima de 345 km/h (186 kn; 214 mph), una autonomía de 1000 km y un techo de vuelo de 7000 m. Las aeronaves producidas con licencia por Société Anonyme Belge de Constructions Aéronautiques - SABCA  propulsados por motores Gnome-Rhône 14K Mistral Major de 671 kW (900 hp) tenían una potencia total de 2013 kW (2699 hp), comparable a los últimos modelos del S.79 o CANT Z.1018 .
El S.73 tuvo un programa de pruebas de vuelo sin complicaciones con algunas modificaciones recomendadas por la Regia Aeronautica. Era resistente, fácil de volar y de operar en el suelo, incluida la capacidad de volar a, y desde aeródromos pequeños y poco preparados a pesar de tener poca potencia; su construcción mixta y el tren de aterrizaje fijo fueron sus principales deficiencias, toda vez que los aviones contemporáneos en los Estados Unidos y Alemania eran de construcción completamente metálica con trenes de aterrizaje retráctiles; algunos de estos tuvieron un mejor rendimiento, pero el S.73 se mantuvo competitivo durante algunos años.

## Historia operativa

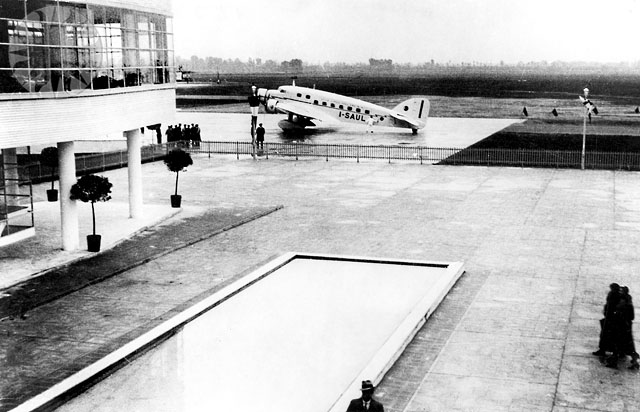
Taxiway y parte del edificio de la terminal del Aeropuerto de Milán-Linate, S.73 I-SAUL de Avio Linee Italiane

El 19 de diciembre de 1935, se utilizó un S.73 para un viaje de Italia a Asmara en Eritrea , entregando más de 200 000 cartas, con 6600 km recorridos en cuatro días, seguido del viaje de regreso a Roma el 6 de enero de 1936. Este vuelo, ligeramente revisado en la ruta (acortada en unos 600 km), se convirtió operada por Ala Littoria en línea regular - Linea dell'Impero -  de pasajeros durante el mismo año.
El primer operador del S.73 fue la aerolínea belga SABENA , que compró cinco S.73 con motores Gnome-Rhône 9Kfr Mistral Major en 1935, introduciéndolos en rutas europeas en el verano de 1935.  Dos de estos aviones se perdieron en accidentes en 1935. Siete S.73 más, propulsados por motores Gnome-Rhône 14K Mistral Major, fueron construidos para SABENA bajo licencia por SABCA en 1936-1937, lo que permitió al S.73 reemplazar al Fokker F.VII/3m en el servicio al Congo Belga. Esta ruta, de una distancia de 6000 km tomó cuatro días (sin vuelos nocturnos) con un tiempo de vuelo de 44 horas. ]  
El S.73 voló en el servicio de pasajeros con aerolíneas como la de propiedad estatal, Ala Littoria que contó con 31 unidades, Avio Linee Italiane propiedad del grupo industrial Fiat, con seis aparatos, SABENA con doce y Československé Státní Aerolinie ( ČSA ) , que también recibió seis unidades a partir de mayo de 1937. Al producirse la ocupación y anexión por el III Reich del país, cinco S.73 de ČSA fueron en abril de 1939 requisados y transferidos a Deutsche Luft Hansa AG .
Al inicio de la Segunda Guerra Mundial el avión ya estaba obsoleto, sin embargo, algunos de estos aviones fueron puestos en servicio con la Regia Aeronautica (aunque con matrícula civil) para operaciones en los territorios de África Oriental Italiana y rutas hacia España. Cinco S.73 estaban presentes en el África Oriental y se utilizaban como transporte militar; los que quedaron en Italia fueron también transferidos para equipar las Squadriglie Nos.605 y 606 del 148.º Gruppo Trasporti.
Siete SM.73 belgas escaparon al Reino Unido en mayo de 1940 y fueron adoptados por la RAF, donde inicialmente se encuadraron en los 24.º y 271.er Sqd., probablemente basados en el aeródromo de Hendon durante mayo-junio de 1940.; en ese período, volaron en misiones de transporte a través del Canal de la Mancha, en ocasiones con tripulación mixta anglo-belga. El 23 de mayo, en una de esas misiones hasta Merville , y durante el viaje de regreso, el SM.73 de SABENA matrícula OO-AGS fue derribado, al parecer por un Messerschmitt Bf 109, pereciendo el piloto (el británico Pl. Off. John McLaren), así como otros miembros de la tripulación. Se consideró que el SM.73 no era apropiado para volar sobre las islas británicas, ya que en plena Batalla de Inglaterra se pensó que se podría confundir con aviones italianos. Esto era algo habitual, ya que también pasó con otros modelos capturados "enemigos". Por lo tanto, se tomó la decisión de trasladarlos al norte de África, donde cuatro de ellos terminarán por ser capturados por los italianos.
Debido a la desesperada situación militar, con las fuerzas de la Commonwealth a punto de capturar Addis Abeba , el Duque de Aosta , virrey de África Oriental italiana, ordenó que los tres SM.73 supervivientes fueran evacuados. Después de varios días de preparación, despegaron de Addis Abeba el 3 de abril de 1941 con 36 hombres a bordo, planeando volar a Kufra en el sureste de Libia, a 2500 km de distancia, requiriendo tanques de combustible adicionales en el fuselaje. Los tres aviones hicieron escala en la costa del Mar Rojo en Jeddah , (Arabia Saudí), para reabastecerse de combustible antes de reanudar su viaje. Después de varios días de dificultades, incluidas tormentas de arena que obstruyeron los filtros de aire, despegaron nuevamente. Inicialmente, se planeó hacer otro aterrizaje en Beirut, pero mientras tanto, el Afrika Korps comandado por el general Erwin Rommel había conquistado Benghazi , por lo que este fue el destino final de los tres aviones. Dos aviones, después de 10 horas de vuelo y con los hombres en su interior intoxicados por los vapores de los tanques auxiliares de combustible, aterrizaron en Benghazi, después recorrer 4500 km y más de un mes de viaje.
Algunos aparatos destinados a la 247ª Squadriglie fueron utilizados para apoyar al Armata Italiana in Russia durante su estadía de 20 meses, comenzando en el otoño de 1941. Después del armisticio entre Italia y las fuerzas armadas aliadas tres prestaron servicio con la Aeronautica Cobelligerante Italiana, un ejemplar (nº/serie 60352, anteriormente I-NOVI) fue requisado por la Luftwaffe y asignado a Deutsche Luft Hansa AG; matriculado D-APGX fue utilizado para las conexiones internas y otro S.73 (I-STAR) quedó en poder de la Aeronáutica Nacional Republicana donde voló al menos hasta en agosto de 1944.

## Variantes

### Savoia-Marchetti S.73
Los aviones entregados a las siguientes aerolíneas diferían por los motores usados según los requerimientos solicitados
SABENA
- 5 con motores Gnome et Rhône 9Kfr Mistral de 441 kW
- 7 ejemplares (construidos bajo licencia por SABCA) con motores Gnome et Rhône 14Kirs Mistral Major de 639 kW

Ala Littoria
- 5 (más antiguas) unidades con motores Piaggio Stella P.IX RC de 492/515 kW
- 10 con motores Wright Cyclone GR-1820 de 404/559 kW
- 16 con motores Alfa Romeo 126 RC.10 de 559–597 kW (750–801 hp)

Avio Linee Italiane
- 6 máquinas con motores Alfa Romeo 126 RC.10

Československé Státní Aerolinie (CSA)
- 6 aviones con motores Walter Pegasus II-M2 de 404/452 kW

## Características técnicas
Referencia datos: Enciclopedia Ilustrada de la Aviación: Vol.12, págs. 2894 -2895, Edit. Delta, Barcelona 1982 ISBN 84-7598-020-1

### Características generales
- Tripulación: 4
- Capacidad: 18
- Longitud: 18,37 m
- Envergadura: 24,00 m
- Altura: 4,45 m
- Superficie alar: 92,20 m²
- Peso vacío: 7300 kg
- Peso máximo al despegue: 10 800 kg
- Planta motriz:  radial 9 cilindros refrigerado por aire Alfa Romeo 126 RC.10.
  - Potencia: 597 kW (823 HP; 812 CV) cada uno.
- Hélices: tripala metálica

### Rendimiento
- Velocidad nunca excedida (Vne): 325 km/h
- Velocidad crucero (Vc): 296 km/h
- Alcance: 1000 km
- Techo de vuelo: 7000 m